# Carles Soldevila i Zubiburu
Carles Soldevila i Zubiburu   (Barcelona, 26 de març de 1892 - Barcelona, 10 de gener de 1967) va ser un dramaturg, poeta, periodista i novel·lista català. Germà de l'historiador Ferran Soldevila, va endegar una important tasca com a promotor cultural, amb l'objectiu d'educar en els valors del Noucentisme el públic barceloní de l'època. Amb el seu projecte, va contribuir a donar al país una identitat catalana moderna.

## Biografia
Fou fill de Carles Soldevila i Boixader i de Mercè Zubiburu i Betancourt, ambdós de Barcelona. Carles Soldevila va ser fidel als ideals noucentistes i va intentar al llarg de la seva obra adoctrinar la societat burgesa catalana. Educat dins una família liberal, va estudiar la carrera de Dret compaginant-la amb la seva gran passió, la lectura. Es va llicenciar en Dret, i el 1916 va obtenir per oposició una plaça d'oficial lletrat a la Mancomunitat de Catalunya, a la qual renuncià l'any 1923 a conseqüència de les intromissions del dictador Primo de Rivera, per lliurar-se de ple a la literatura i al periodisme.
Va treballar en publicacions com El Poble Català i La Publicidad, i el 1916 va obtenir el càrrec burocràtic a la Mancomunitat de Catalunya que, amb l'arribada de la dictadura, va abandonar. Va col·laborar a Revista de Catalunya, Mirador, Europe i Comedia de París. El 1924 va esdevenir el director de la revista D'Ací i d'Allà, que es va donar a conèixer com el primer magazín català d'estil europeu. També va dirigir Quaderns Blaus (1925-1933) i Biblioteca Univers (1928).
Durant la Guerra civil espanyola va viure a París i no va tornar a Catalunya fins al 1941. Publica la primera obra després del retorn, El París que yo he visto (1942), on evoca allò positiu del seu exili. Alhora, inicia la col·laboració amb Diario de Barcelona i comença a publicar articles a la revista Destino, participació que durarà quinze anys, fins al 1965 

### Producció teatral
Pel que fa a la producció teatral, Carles Soldevila va incidir sobretot en la comèdia contemporània d'ambientació burgesa. És un destacat representant del teatre de bulevard. Els arguments de les seves obres acostumaven a tractar qüestions domèstiques i familiars, problemes conjugals, com ara separacions de parella, crisis matrimonials i triangles amorosos, o bé la posició social condicionada per la influència dels diners. Els títols més destacats de la dramatúrgia de Soldevila són Civilitzats, tanmateix (1921), l'acció de la qual se situa en una illa deserta del Pacífic. Els personatges són tres nàufrags –marit, dona i amant– que s'han d'enfrontar a la difícil situació de mantenir les formes civilitzades de la ciutat, malgrat l'aïllament. Els milions de l'oncle (1927) aprofundeix en les relacions entre la família i el poder dels diners, a partir de la mort d'un oncle milionari. A Bola de neu (1928) tracta un triangle amorós des del punt de vista d'un pintor d'avantguarda, la seva dona i un crític d'art que fa el paper d'amant.
El projecte de Soldevila era ben clar: volia modernitzar la vida barcelonina i catalana, impregnant-la de coneixement, civilitat i cosmopolitisme. El seu ideal era una burgesia elegant i distingida, culta i catalanista. Considerava Barcelona una ciutat desperta encara que mancada de grandesa, una metròpoli oberta i amb una gran projecció de cara a Europa.
El 1941, quan Soldevila va tornar de París, es va trobar fora de lloc. El paper de reformista civil que l'havia caracteritzat ja no encaixava dins la Barcelona de la postguerra. La penosa situació en la qual es trobava el país amb la victòria franquista va fer que Soldevila es distanciés del teatre; el públic ideal per al qual havia escrit ja no existia. Quan finalment es va poder reprendre el teatre en català, va estrenar Fuga i variacions (1947) i El tinent Mondor (1951). Aquesta última va ser finalista del Premi Ciutat de Barcelona i representada anys més tard per l'Agrupació Dramàtica de Barcelona.

### Narrativa
L'abrandament, nouvelle prologada per Josep Carner, és una de les mostres de narrativa cinematogràfica de l'època. Inspirada en el cinema còmic francès, el protagonista —Llucià— s'emmiralla en el cèlebre actor Max Linder.
D'entre la seva obra narrativa destaca la trilogia Fanny (1929), Eva (1931) i Valentina (1933), centrada en tres personatges femenins i les seves peripècies interiors. Fanny, en la qual Soldevila imbrica la narrativa cinematogràfica i la tècnica del monòleg interior del controvertit novel·lista irlandès James Joyce, va generar molta polèmica per la seva càrrega eròtica, que incomodà els sectors més conservadors de l'època.
El 1951 surt publicada per primera vegada Del llum de gas al llum elèctric, un llibre de memòries d'infància i joventut, molt valorat dins el gènere memorialístic en llengua catalana.
El 1967 apareixen publicades les seves Obres completes.

## Obres
- Lletanies profanes (1913)
- Plasenteries (1917)
- Full de Dijous, L'abrandament (1918)
- Civilitzats tanmateix (1921), teatre, traduïda a l'italià per Luigi Pirandello (estrena: Teatre Romea, Barcelona, 22-12)
- Déu hi fa més que nosaltres (1925)
- El senyoret Lluís (1926)
- Lau o les aventures d'un aprenent de pilot (1926)
- Vacances reials (1923) (Teatre Romea)
- Bola de neu (1927)
- Els milions de l'oncle (1927)
- Fanny (1929)
- Eva (1931)
- Valentina (1932) (estrena: Teatre Romea, Barcelona; nova versió estrenada el 1934 al Teatre Pompeia, Barcelona, 15-11) (Premi Joan Crexells de narrativa, 1933)
- Escola de senyores (1930)
- Necessitem senyoreta (1935)
- Moment musical (1936) dins la trilogia Els anys tèrbols amb Bob és a París (1952) i Papers de família (1960)
- Del llum de gas al llum elèctric (1938, publicat el 1951), memòries
- Històries barcelonines (1950)

## Fons personal
El seu fons personal es conserva a l'Arxiu Nacional de Catalunya. El fons conté la documentació generada i rebuda per Carles Soldevila de caràcter personal (documentació identificativa, acadèmica, de l'exili i del retorn, d'administració del patrimoni, agendes, bancària, de recepció de prestacions socials, mèdica i testamentària) i familiar (correspondència de les nissagues Soldevila, Zubiburu i Escandón, dels pares, del seu germà Ferran i dels fills). També, en una petita part, referent a l'activitat professional a les institucions i com a periodista; també a l'obra creativa produïda en funció de la seva amplíssima activitat literària i periodística: novel·la, teatre (amb abundants originals de comèdies), narrativa, poesia, biografia, memòries, guies, traduccions, articles, articles en premsa, conferències, guions cinematogràfics i radiofònics i material de treball de l'autor.
La correspondència, bàsicament estructurada en dossiers cronològics, constitueix juntament amb l'obra original la documentació més destacada del fons. també destaca la documentació de projecció social, amb la participació en entitats com l'Ateneu Barcelonès, els Amigos de la Ciudad o la Casa degli Italiani, però sobretot relacionada amb l'activitat del Conferentia Club. També mereixen ser assenyalats els textos sobre el seu germà Carles Soldevila (principalment, notes originals biogràfiques, crítiques de la seva obra i retalls de premsa).
En el seu conjunt, el fons facilita una aproximació aprofundida a una de les figures més rellevants de la literatura i el periodisme a la Catalunya dels anys centrals del segle xx.